# 17 (album van XXXTentacion)
17 is het debuutalbum van de Amerikaanse rapper XXXTentacion uitgebracht op 25 augustus, 2017. 17 was wereldwijd een commercieel succes en bereikte plek 4 in de Nederlandse Album Top 100. Het album werd ondersteund door drie singles namelijk. Revenge, Jocelyn Flores en Fuck Love. 

## Achtergrondinformatie
Terwijl Onfroy vastzat in de gevangenis voor wederrechtelijke vrijheidsberoving, mishandeling en nog andere aanklachten tekende hij een contract bij distributeur Empire. Op 2 maart 2017 kondigde Empire aan dat Onfroy's debuutalbum genaamd Bad Vibes Forever in het najaar van 2017 zou worden uitgebracht. Deze planning zou echter anders verlopen. In een telefonisch interview met XXL Magazine kondigde Onfroy aan dat er 3 albums onderweg waren genaamd 17, I Need Jesus en Members Only, Vol. 3.  waarin hij het volgende zei: 
Ik heb dit geweldige album genaamd 17. klaarliggen. Met een meer alternatieve en R&B sound. Dan heb ik nog een mixtape genaamd I Need Jesus, met underground rap invloeden. Ik probeer mijn fans zoveel mogelijk diversiteit aan te bieden zodat er voor iedereen wat tussen zit. En als laatst wil ik dan nog Members Only Vol. 3 droppen. De fans zullen erg verrast zijn met wat voor soorten muziek ik ga uitbrengen (Vertaald).
 Na zijn vrijlating kondigde Onfroy aan dat de volgorde van de planning iets was veranderd aangezien Members Only, Vol. 3 op 26 juni, 2017 zou worden uitgebracht.

### Stijl
Het album 17 bevat veel muzikale stijlen waaronder Hiphop, R&B, emo, Grunge en Alternatieve rock. Onfroy samplede meerdere liedjes van de anonieme internet-artiest genaamd Shiloh Dynasty.  Onfroy zingt en rapt over het algemeen over zijn strijd met depressie maar ook onderwerpen zoals Zelfmoord, Psychotrauma en gefaalde relaties komen aan bod. Ook ligt de focus op Onfroy's interne strijd met mentale gezondheid en verschillende gebeurtenissen in zijn leven. 

## Track listing
| Nr. | Titel                              | Producer(s)                               | Duur |
| --- | ---------------------------------- | ----------------------------------------- | ---- |
| 1.  | "The Explanation"                  | Jahseh Onfroy                             | 0:50 |
| 2.  | Jocelyn Flores                     | Potsu                                     | 1:59 |
| 3.  | Depression & Obsession             | Onfroy                                    | 2:24 |
| 4.  | Everybody Dies in Their Nightmares | Potsu                                     | 1:35 |
| 5.  | Revenge                            | Onfroy                                    | 2:00 |
| 6.  | Save Me                            | Natra Average, Dub Tha Prodigy            | 2:43 |
| 7.  | Dead Inside (Interlude)            | Onfroy, Natra Average                     | 1:26 |
| 8.  | Fuck Love (met Trippie Redd)       | Onfroy, Nick Mira, Taz Taylor             | 2:26 |
| 9.  | Carry On                           | Potsu                                     | 2:09 |
| 10. | Orlando                            | Tobias Jesso Jr.                          | 2:43 |
| 11. | Ayala (Outro)                      | Onfroy, John Cunningham, Tobias Jesso Jr. | 1:39 |